# Nybodtjärnen (Hotagens socken, Jämtland)
Nybodtjärnen är en sjö i Krokoms kommun i Jämtland och ingår i Indalsälvens huvudavrinningsområde.